# Веремеенко, Анастасия Владимировна
Анастасия Владимировна Вереме́енко (бел. Анастасія Уладзіміраўна Верамеенка; род. 10 июля 1987, Кохтла-Ярве) — белорусская баскетболистка, играет в амплуа центровой.

## Биография
Родилась в Кохтла-Ярве, но всё детство провела в Гомеле. Старший брат — баскетболист Владимир Веремеенко. Баскетболом занимается с 9 лет по инициативе родителей. Проходила обучение в гомельской СДЮШОР №9. Первый тренер — Тамара Арсентьевна Горнович. Затем проходила обучение в Республиканском училище олимпийского резерва в Минске под руководством Виктора Ивановича Белевича.
В 2003 году в составе сборной Беларуси (U-16) в матче против сборной Чехии сделала квадрупл-дабл (21 очко, 10 подборов, 10 перехватов, 12 блок-шотов).
Признавалась лучшей баскетболисткой Беларуси 13 раз — в 2006-2009, 2012-2013, 2015-2018 и 2020-2022 годах. При этом в 2006 и 2007 годах она завоевала это звание вместе с братом.
В июне 2014 года вышла замуж за белорусского баскетболиста Дмитрия Полещука. В ноябре 2014 года родила дочь, вскоре вернулась к тренировкам.
В мае 2025 года объявила о завершении карьеры. Перед этим Веремеенко в составе «Горизонта» в 4-й раз стала чемпионкой Беларуси. В решающем, пятом, матче финальной серии с «Минском» внесла ключевой вклад в победу со счетом 52:45, заработав 12 очков и сделав 16 подборов.

## Достижения
- Бронзовый призер чемпионата Европы: 2007.
- Серебряный призер чемпионата Европы среди девушек (U-16): 2003.
- Чемпионка Турции: 2012/2013, 2015/2016, 2017/2018, 2018/2019.
- Чемпионка Беларуси: 2020/2021, 2021/2022, 2022/2023, 2024/2025.
- Серебряный призер чемпионата Турции: 2013/2014, 2016/2017.
- Серебряный призер чемпионата Беларуси: 2014/2015, 2023/2024.
- Бронзовый призер чемпионата России: 2009/2010, 2010/2011, 2011/2012, 2019/2020.
- Обладатель Кубка Турции: 2015/2016, 2018/2019.
- Обладатель Кубка Беларуси: 2020, 2021, 2022, 2023, 2024.
- Серебряный призёр Евролиги: 2012/2013, 2013/2014, 2016/2017.
- Чемпионка EWBL: 2020/2021.